# Црвена недјеља
Депортација јерменских интелектуалаца (јерм. Հայ մտավորականների տեղահանություն), чешће Црвена недјеља (јерм. Կարմիր կիրակի), био је догађај прије геноцида над Јерменима у коме су предводници јерменске заједнице у Истанбулу, а касније и у другом мјестима у Османском царству, били хапшени и депортовани у два прихватна центра у близини Анкаре. Наређења за извршење овог дјела дао је министар унутрашњих послова Талал-паша 24. априла 1915. године. Те ноћи, у првом таласу ухапшено од 235 до 270 јерменских интелектуалаца у Истанбулу. На крају, укупан број ухапшених и депортованих био је 2.345. Усвајањем Техџирског закона 29. маја 1915, омогућено је пресељавање Јермена у Османском царству; већина њих је на крају убијено. Неколицина је, као што су Вртанес Папазјан и Комитас, спашено путем разних интервенција.
Овај догађај историчари описују као обезглављивање заједнице, који је био потребан јерменском становништву да се уништи вођство и ускрати могућност за пружањем отпора. У знак сјећања на жртве геноцида, 24. април се обиљежава као Дан сјећања на жртве геноцида над Јерменима. Први пут је обиљежен 1919. године, на четворогодишњицу догађаја у Истанбулу, датум се обично сматра почетком геноцида над Јерменима.